# Martín Emilio Rodríguez
Martín Emilio Rodríguez Gutiérrez (Medellín, 14 aprile 1942) è un ex ciclista su strada e pistard colombiano.
Soprannominato "Cochise", tra i dilettanti vinse un titolo mondiale nell'inseguimento individuale; professionista tra il 1972 e il 1975, si aggiudicò due tappe al Giro d'Italia, primo colombiano a riuscirvi. Fu compagno di squadra di Felice Gimondi, del quale fu gregario in alcune occasioni.

## Carriera
Da dilettante vinse quattro volte la Vuelta a Colombia, un Clásico RCN, tre Vuelta al Táchira e la medaglia d'oro nell'inseguimento individuale di categoria ai campionati del mondo 1971 di Varese.
Passò professionista nel 1972, dopo la mancata ammissione ai Giochi olimpici di Monaco 1972, con la Salvarani. I suoi principali successi da professionista giunsero nei tre anni seguenti, in maglia Bianchi-Campagnolo: una tappa al Giro d'Italia, il Gran Premio Città di Camaiore e il Trofeo Baracchi nel 1973, il Giro delle Marche nel 1974 e una tappa al Giro d'Italia 1975.

## Palmarès

### Strada
- 1962 (dilettanti)

2ª tappa Clásico RCN (Riosucio > Medellín)
- 1963 (dilettanti)

Classifica generale Vuelta a Colombia
1ª tappa Clásico RCN (Medellín > Andes)
2ª tappa Clásico RCN (Andes > Medellín)
Classifica generale Clásico RCN
- 1964 (dilettanti)

Classifica generale Vuelta a Colombia
- 1966 (dilettanti)

Classifica generale Vuelta a Colombia
Classifica generale Vuelta al Táchira
- 1967 (dilettanti)

Classifica generale Vuelta a Colombia
2ª tappa Clásico RCN (Pereira > Riosucio)
3ª tappa Clásico RCN (Riosucio > Medellín)
- 1968 (dilettanti)

Classifica generale Vuelta al Táchira
- 1971 (dilettanti)

Classifica generale Vuelta al Táchira
- 1973 (Bianchi, tre vittorie)

15ª tappa Giro d'Italia (Firenze > Forte dei Marmi)
Gran Premio Città di Camaiore
Trofeo Baracchi (con Felice Gimondi)
- 1974 (Bianchi, una vittoria)

Giro delle Marche
- 1975 (Bianchi, due vittorie)

19ª tappa Giro d'Italia (Baselga di Piné > Pordenone)
1ª tappa Cronostaffetta

### Pista
- 1967

Campionati panamericani, Inseguimento individuale
- 1970

Record dell'ora dilettanti (Città del Messico, 47,566 km)
- 1971

Campionati del mondo, Inseguimento individuale dilettanti
Campionati panamericani, Inseguimento individuale

## Piazzamenti

### Grandi Giri
- Giro d'Italia

1973: 41º
1974: 18º
1975: 33º
- Tour de France

1975: 27º

### Classiche monumento
- Milano-Sanremo

1973: 73º
1974: 26º
- Giro di Lombardia

1974: 17º
1975: 16º

### Competizioni mondiali
- Mondiali su strada

Imola 1968 - In linea dilettanti: 4º
Leicester 1970 - In linea dilettanti: 53º
Mendrisio 1971 - In linea dilettanti: 71º
Montjuic 1973 - In linea professionisti: 15º
Montreal 1974 - In linea professionisti: 11º
Yvoir 1975 - In linea professionisti: 19º
- Mondiali su pista

Montevideo 1968 - Inseguimento ind. dilettanti: 5º
Leicester 1970 - Inseguimento ind. dilettanti: 5º
Varese 1971 - Inseguimento ind. dilettanti: vincitore
Marsiglia 1972 - Inseguimento ind. professionisti: 5º
San Sebastián 1973 - Inseguimento ind. professionisti: 8º
- Giochi olimpici

Tokyo 1964 - In linea: 46º
Tokyo 1964 - Inseguimento individuale: eliminato nelle qualificazioni (14º)
Città del Messico 1968 - In linea: 9º
Città del Messico 1968 - Inseguimento individuale: eliminato nelle qualificazioni (9º)
Città del Messico 1968 - Inseguimento a squadre: eliminato nelle qualificazioni (16º)